# Hlava

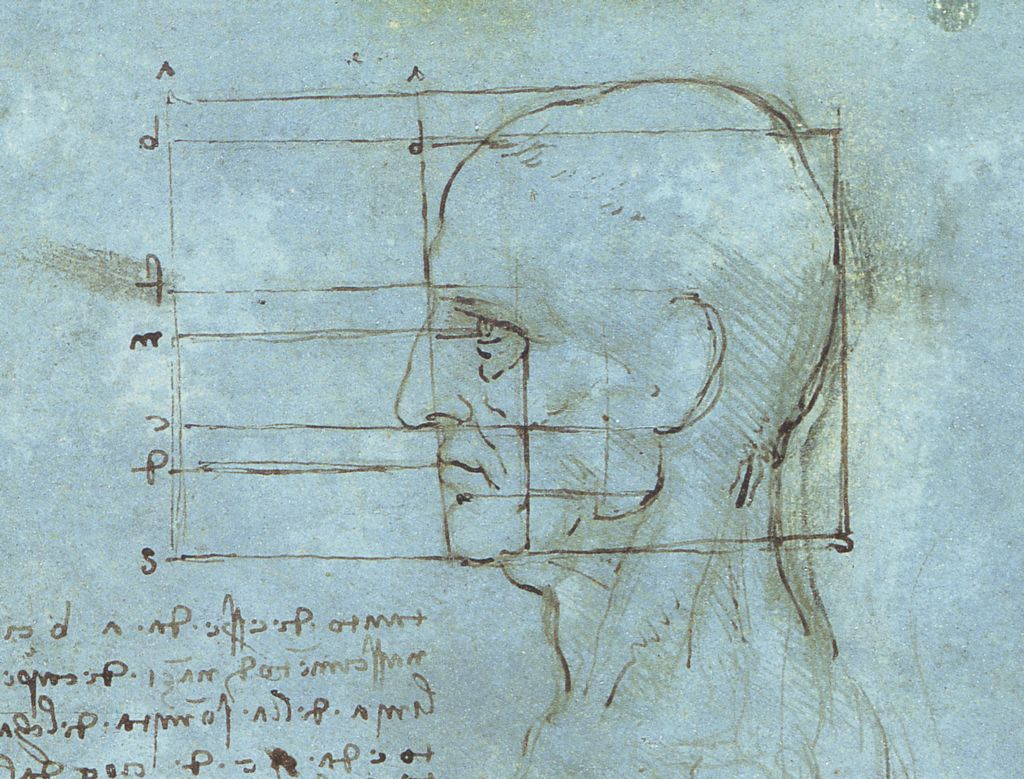
Lidská hlava, nákres Leonarda da Vinciho

Hlava je v anatomii označení pro přední část těla živočichů. Její součástí jsou obvykle mozek, oči, uši, nos a ústa, zajišťující některé smyslové funkce; zejména chuť, čich, sluch a zrak jsou obvykle zprostředkovány pouze prostřednictvím orgánů hlavy. Někteří velmi primitivní živočichové hlavu nemají (např. žížaly).
U obratlovců je vnitřek hlavy chráněn lebkou, která je pohyblivě spojena s páteří, a je z anatomického hlediska nejsložitější částí jejich těla.

## Hlava člověka
Lidská hlava a zejména obličej má velký význam jako rozlišovací znak jednotlivých lidí kteří se odlišují tvarem a barvou vlasů, barvou očí atd. Řada těchto faktorů se mění s lidským věkem a lze z ní usuzovat na stáří jedince, k čemuž přispívá mj. i tvorba vrásek. Význačným znakem člověka je také mimika – změna tvaru obličeje podle emocí a nálady. Průměrná hmotnost hlavy dospělého člověka je asi 4,6 kilogramů a hustota cca 1200 kg·m−3. Hlava se podél osy páteře může otáčet o úhel asi 150°.

### Pokrývky hlavy
V mnoha kulturách je pokrývka hlavy znamením úcty a lidé si proto hlavy zakrývají vstupují-li na posvátná místa nebo na obvyklá místa pro modlitby. Po řadu staletí nosily ženy v Evropě, na Středním Východě a v částech Asie pokrytou hlavu na znamení skromnosti. V Evropě se tento zvyk dramaticky změnil ve 20. století. Muslimské ženy si zakrývají vlasy, uši a šíji šátkem. V některých náboženstvích nosí pokrytou hlavu naopak muži – příkladem je židovská jarmulka nebo turban, který nosí sikhové.

## Ptáci

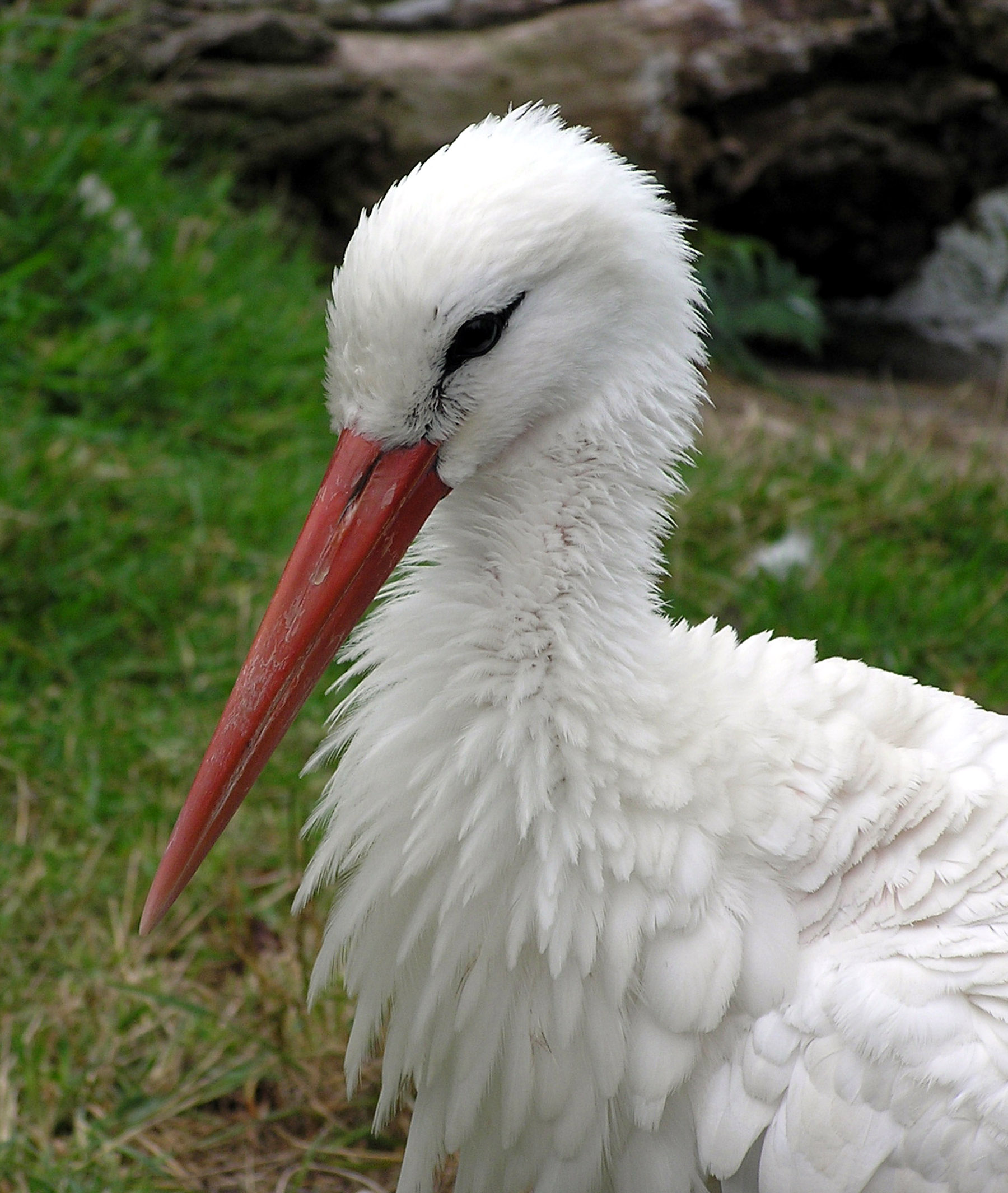
Čáp bílý – hlavě dominuje velký zobák

Hlavním rysem hlavy ptáků je zobák který slouží nejen k přijímání potravy ale i k jejímu obstarávání i k dalším činnostem: stavba hnízda, čištění peří, krmení mláďat apod. Uši jsou skryty pod lebkou, sluch je zajištěn jen skrze ušní otvory se zvukovody. Jen některé druhy (Kalous ušatý, výr velký) mají na hlavě pera připomínající uši. Sovy nemohou na rozdíl od jiných obratlovců natáčet oči v jamkách, což je kompenzováno zvýšenou pohyblivostí hlavy – mohou ji otáčet až o 270°.
U některých druhů ptáků se na hlavě vyvinuly morfologické odlišnosti související s jejich způsobem života a prostředím. Např. kasuár přilbový má na temeni hlavy rohovitý výrůstek díky kterému může hlavou nejen rozrážet hustý podrost ale i prohrabávat zem při hledání potravy.

## Hmyz
U hmyzu tvoří hlava jednu ze tří částí těla – další jsou hruď a zadeček. Pevnost hlavy zajišťuje chitinový exoskelet. Řada druhů hmyzu má na hlavě tykadla – hlavní orgán hmatu a čichu – a ústní ústrojí vyčnívající ze schránky hlavy. Většina druhů hmyzu má složené oči.

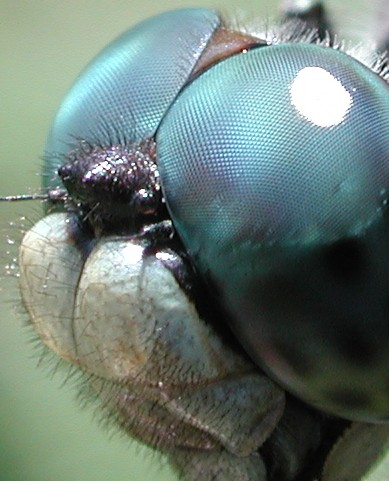
hlava vážky se složeným okem